# Урай (Сєровський міський округ)
Ура́й (рос. Урай) — селище у складі Сєровського міського округу Свердловської області.
Населення — 20 осіб (2010, 25 у 2002).
Національний склад населення станом на 2002 рік: росіяни — 72 %.